# 구글 비디오
구글 비디오(Google Videos)는 구글이 무료로 제공하는 동영상 공유 및 동영상 검색 엔진 웹사이트이다.
이 서비스는 2005년 1월 25일에 시작하였다. 2006년 10월 9일 구글은 경쟁 웹사이트였던 유튜브를 사들였다. 2007년 6월 13일 이후로 검색 결과는 구글 비디오의 상단에 위치하게 되었다. 2009년에 구글은 구글의 웹 서버에 동영상을 올리는 기능을 중단하였다.

## 국제화 서비스

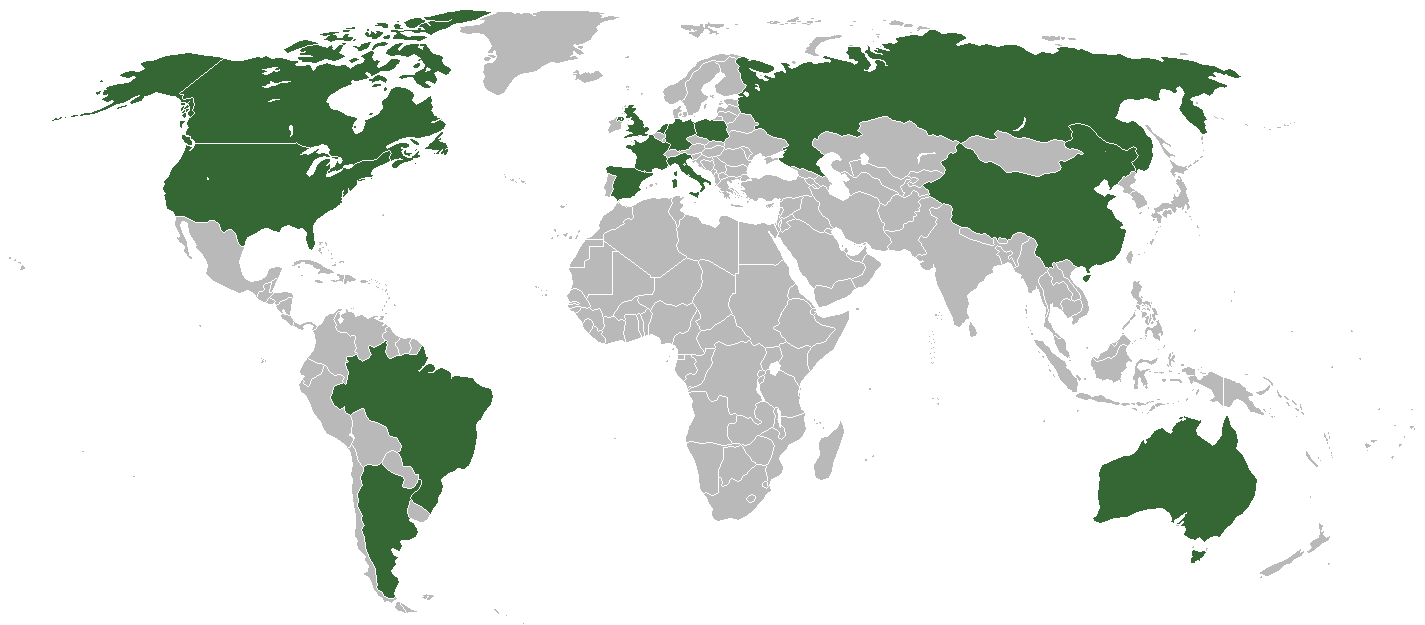
구글 비디오를 지역화한 나라

구글 비디오는 다음의 국가에서 지역화하고 있다:
| 나라 / 지역    | URL                         | 언어                |
| -------------- | --------------------------- | ------------------- |
| 오스트레일리아 | http://video.google.com.au/ | 오스트레일리아 영어 |
| 캐나다         | http://video.google.ca/     | 캐나다 영어         |
| 중화인민공화국 | http://video.google.cn/     | 중국어              |
| 프랑스         | http://video.google.fr/     | 프랑스어            |
| 독일           | http://video.google.de/     | 독일어              |
| 이탈리아       | http://video.google.it/     | 이탈리아어          |
| 네덜란드       | http://video.google.nl/     | 네덜란드어          |
| 폴란드         | http://video.google.pl/     | 폴란드어            |
| 스페인         | http://video.google.es/     | 스페인어            |
| 영국           | http://video.google.co.uk/  | 영국 영어           |
| 미국           | http://video.google.com     | 미국 영어           |
| 아르헨티나     | http://video.google.com.ar  | 스페인어            |

## 같이 보기
- 유튜브